# Clorur d'hafni (IV)
El clorur d'hafni (IV) és el compost inorgànic amb la fórmula HfCl4. Aquest sòlid incolor és el precursor de la majoria de compostos organometàl·lics d'hafni. Té una varietat d'aplicacions altament especialitzades, principalment en la ciència dels materials i com a catalitzador.
El HfCl4 es pot produir mitjançant diversos procediments relacionats:
- La reacció del tetraclorur de carboni i l'òxid d'hafni per sobre de 450 °C;

HfO₂ + 2CCl4 → HfCl4 + 2COCl₂
- Cloració d'una mescla de HfO₂ i carboni per sobre de 600 °C utilitzant clor gasós o monoclorur de sofre :

HfO₂ + 2Cl₂ + C → HfCl4 + CO₂
- Cloració de carbur d'hafni per sobre de 250 °C.[1]

Com que aquest complex és soluble en dissolvents orgànics, és un reactiu útil per preparar altres complexos d'hafni.
El tetraclorur d'hafni és el precursor de catalitzadors altament actius per a la polimerització Ziegler-Natta d'alquens, especialment propilè. Els catalitzadors típics es deriven del tetrabenzilhafni.
HfCl4 és un àcid de Lewis eficaç per a diverses aplicacions en la síntesi orgànica. Per exemple, el ferrocè s'alquila amb alildimetilclorosilà de manera més eficient utilitzant clorur d'hafni en comparació amb el triclorur d'alumini. La mida més gran de Hf pot disminuir la tendència de HfCl4 a complexar-se amb el ferrocè.
HfCl4 es va considerar com un precursor per a la deposició química de vapor i la deposició de la capa atòmica de diòxid d'hafni i silicat d'hafni, utilitzats com a dielèctrics d'alt k en la fabricació de circuits integrats moderns d'alta densitat. Tanmateix, a causa de la seva volatilitat relativament baixa i dels seus subproductes corrosius (és a dir, HCl), HfCl4 va ser eliminat gradualment per precursors orgànics metàl·lics, com ara tetrakis etilmetilamino hafni (TEMAH).